# Aldeia do Mato e Souto
Aldeia do Mato e Souto (llamada oficialmente União das Freguesias de Aldeia do Mato e Souto ) es una freguesia portuguesa del municipio de Abrantes, distrito de Santarém.

## Historia
Fue creada el 28 de enero de 2013 en aplicación de una resolución de la Asamblea de la República de Portugal promulgada el 16 de enero de 2013 con la unión de las freguesias de Aldeia do Mato y Souto, estando situada su sede en la antigua freguesia de Aldeia do Mato.

## Demografía
| Gráfica de evolución demográfica de Aldeia do Mato e Souto entre 2011 y 2021 |
|                                                                              |
| Datos según el nomenclátor publicado por el INE portugués.                   |